# The Restaurant
The Restaurant est une mini-série de télé réalité diffusée par NBC en 2003, avec une deuxième saison diffusée en 2004. La première saison a tourné autour de la construction et du lancement de Rocco, un restaurant de New York sur la 22e avenue en seulement cinq semaines. La deuxième saison, filmée six mois après l'ouverture du restaurant, montrait un conflit continu de puissance entre le chef de célébrité (et le copropriétaire) Rocco DiSpirito et le financier Jeffrey Chodorow, provenant du manque du manque de rentabilité du restaurant en dépit de sa popularité.
Le 27 juillet 2004, la juge Ira Gammerman de la Cour suprême de New York a publié une injonction excepté Rocco DiSpirito de Rocco sur la 22e rue et a donné la permission à Jeffrey Chodorow de vendre ou rouvrir le restaurant sous un nouveau thème. Chodorow et DiSpirito doivent retourner au tribunal le 31 août pour déterminer s'il y avait un accord entre les parties et si DiSpirito violait l'accord. DiSpirito a classé des irrégularités de remplissage d'une comptabilité du countersuit 6 millions $. DiSpirito réclame la propriété et 175 000 $ de 50 % dans le salaire impayé. Chodorow a au commencement investi $4 millions dans le restaurant et affirme avoir perdu 700 000 $ de plus.
Le restaurant a fermé ses portes le 15 septembre 2004.
On s'attend à ce que le restaurant rouvre sous un nouveau nom et un nouveau format (steakhouse brésilien) avec le chef Claude Troisgros. Troisgros de Roanne, en France est renommé pour son restaurant homonyme à Rio de Janeiro.